# Quaranti
Quaranti is een gemeente in de Italiaanse provincie Asti (regio Piëmont) en telt 203 inwoners (31-12-2004). De oppervlakte bedraagt 3,0 km², de bevolkingsdichtheid is 68 inwoners per km².

## Demografie
Quaranti telt ongeveer 89 huishoudens. Het aantal inwoners daalde in de periode 1991-2001 met 5,7% volgens cijfers uit de tienjaarlijkse volkstellingen van ISTAT.
| Jaar | Inwoneraantal |
| ---- | ------------- |
| 1991 | 211           |
| 2001 | 199           |

## Geografie
Quaranti grenst aan de volgende gemeenten: Alice Bel Colle (AL), Castelletto Molina, Fontanile, Mombaruzzo, Ricaldone (AL).